# Сент-Джозеф (Міссурі)
Сент-Джозеф (англ. St. Joseph) — місто (англ. city) в США, в округах Б'юкенан і Ендрю штату Міссурі. Населення — 72 473 особи (2020).

## Географія
Сент-Джозеф розташований за координатами 39°45′35″ пн. ш. 94°49′16″ зх. д. / 39.75972° пн. ш. 94.82111° зх. д. (39.759690, -94.821142).  За даними Бюро перепису населення США в 2010 році місто мало площу 115,96 км², з яких 113,94 км² — суходіл та 2,02 км² — водойми.

### Клімат
| Клімат : Сент-Джозеф    | Клімат : Сент-Джозеф | Клімат : Сент-Джозеф | Клімат : Сент-Джозеф | Клімат : Сент-Джозеф | Клімат : Сент-Джозеф | Клімат : Сент-Джозеф | Клімат : Сент-Джозеф | Клімат : Сент-Джозеф | Клімат : Сент-Джозеф | Клімат : Сент-Джозеф | Клімат : Сент-Джозеф | Клімат : Сент-Джозеф | Клімат : Сент-Джозеф |
| Показник                | Січ.                 | Лют.                 | Бер.                 | Квіт.                | Трав.                | Черв.                | Лип.                 | Серп.                | Вер.                 | Жовт.                | Лист.                | Груд.                | Рік                  |
| Абсолютний максимум, °C | 21,1                 | 26,7                 | 30,0                 | 33,9                 | 37,8                 | 38,9                 | 41,7                 | 40,6                 | 40,0                 | 34,4                 | 26,1                 | 21,1                 | 41,7                 |
| Середній максимум, °C   | 1,2                  | 4,1                  | 10,8                 | 17,1                 | 22,4                 | 27,2                 | 28,9                 | 28,5                 | 24,5                 | 17,8                 | 9,9                  | 2,3                  | 28,9                 |
| Середній мінімум, °C    | −9,8                 | −7,4                 | −2                   | 4,2                  | 10,2                 | 15,7                 | 17,8                 | 16,3                 | 10,6                 | 4,2                  | −2,2                 | −8,5                 | −9,8                 |
| Абсолютний мінімум, °C  | −31,7                | −28,3                | −26,1                | −17,8                | −2,8                 | 3,9                  | 3,9                  | 3,9                  | −2,8                 | −12,8                | −21,7                | −32,8                | −32,8                |
| Норма опадів, мм        | 14                   | 24                   | 57                   | 96                   | 138                  | 106                  | 132                  | 101                  | 87                   | 71                   | 39                   | 39                   | 904                  |
| ----------------------- | -------------------- | -------------------- | -------------------- | -------------------- | -------------------- | -------------------- | -------------------- | -------------------- | -------------------- | -------------------- | -------------------- | -------------------- | -------------------- |
| Джерело:                |                      |                      |                      |                      |                      |                      |                      |                      |                      |                      |                      |                      |                      |

## Демографія
Згідно з переписом 2010 року, у місті мешкало 76 780 осіб у 29 727 домогосподарствах у складі 18 492 родин. Густота населення становила 662 особи/км².  Було 33189 помешкань (286/км²).
Расовий склад населення:
| - 87,8 % — білих - 6,0 % — чорних або афроамериканців - 0,9 % — азіатів - 0,5 % — корінних американців - 0,2 % — вихідців з тихоокеанських островів - 2,0 % — осіб інших рас |

До двох чи більше рас належало 2,7 %. Частка іспаномовних становила 5,7 % від усіх жителів.
За віковим діапазоном населення розподілялося таким чином: 23,6 % — особи молодші 18 років, 62,6 % — особи у віці 18—64 років, 13,8 % — особи у віці 65 років та старші. Медіана віку мешканця становила 35,6 року. На 100 осіб жіночої статі у місті припадало 99,2 чоловіків;  на 100 жінок у віці від 18 років та старших — 97,5 чоловіків також старших 18 років.
Середній дохід на одне домашнє господарство  становив 53 695 доларів США (медіана — 43 298), а середній дохід на одну сім'ю — 63 951 долар (медіана — 55 333). Медіана доходів становила 40 704 долари для чоловіків та 29 424 долари для жінок. За межею бідності перебувало 19,9 % осіб, у тому числі 29,4 % дітей у віці до 18 років та 9,6 % осіб у віці 65 років та старших.
Цивільне працевлаштоване населення становило 35 588 осіб. Основні галузі зайнятості: освіта, охорона здоров'я та соціальна допомога — 23,4 %, виробництво — 19,4 %, роздрібна торгівля — 11,5 %, мистецтво, розваги та відпочинок — 10,4 %.

## Відомі люди
- Рут Воррік (1916—2005) — американська акторка, співачка та політична активістка.
- Джейн Вайман (1917—2007) — американська актриса, співачка та танцівниця.
- Маршал Брюс Метерз (1972) — американський репер, музичний продюсер, композитор і актор